# Eficiencia marginal del capital

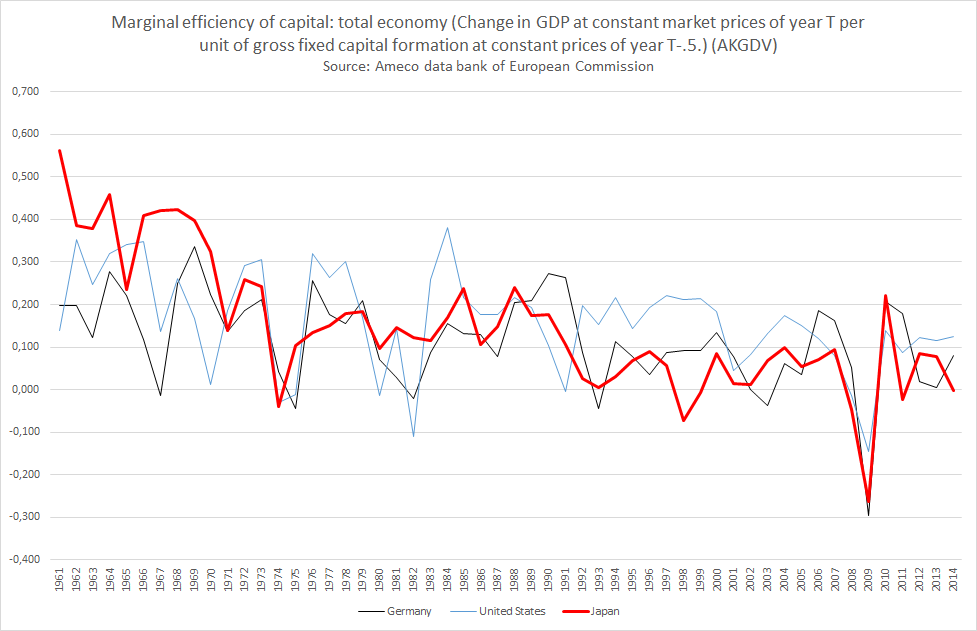
Eficiencia marginal del capital según la definición del banco de datos Ameco de la Comisión Europea. Los datos proceden de este banco de datos.

La eficiencia marginal del capital es la tasa de descuento que equipararía el precio de un activo de capital fijo con su valor actual descontado de los ingresos previstos.
El término «eficiencia marginal del capital» fue acuñado por John Maynard Keynes en su Teoría general del empleo, el interés y el dinero, donde la define como «la tasa de descuento que haría el valor actual de la serie de anualidades dadas por los rendimientos esperados de los activos financieros durante su vida exactamente igual a su precio de oferta».